# Hitman: Blood Money
Hitman: Blood Money är det fjärde spelet i spelserien Hitman av IO Interactive. Spelet släpptes till Microsoft Windows, Playstation 2, Xbox och till Xbox 360 i maj 2006. Spelet släpptes även som remastrad version tillsammans med Hitman: Absolution till Playstation 4 och Xbox One med titeln Hitman HD Enhanced Collection. En version med titeln: Hitman: Blood Money Reprisal släpptes till IOS och Android 30 november 2023 och till Nintendo Switch 25 januari 2024.

## Handling
Agent 47 fortsätter sin karriär som yrkesmördare, men något är på spåret. Uppdragen utspelas i tillbakablickar under en diskussion mellan före detta FBI-chefen Leland "Jack" Alexander Cayne och en reporter. Under diskussionen utspelas uppdragen under några år allt eftersom Cayne berättar och når till sist fram till nutid. Stora delar av uppdragen utspelas i USA och resten i Sydamerika och Paris.

## Vapen
Spelet har fått nya förändringar där spelaren kan modifiera vapen med till exempel större magasin, ljuddämpare och annat. För att få dessa möjligheter måste spelaren samla ifrån inkomster från sina uppdrag. Hur mycket pengar man får för varje uppdrag varierar beroende på hur väl de utförs.

## Mottagande
| Mottagande                | Mottagande                                           |
| Samlingsbetyg             | Samlingsbetyg                                        |
| Tjänst                    | Betyg                                                |
| ------------------------- | ---------------------------------------------------- |
| Gamerankings              | (X360) 82.98% (PS2) 82.51% (PC) 82.38% (Xbox) 81.76% |
| Metacritic                | (PS2) 83/100 (X360) 82/100 (PC) 82/100 (Xbox) 81/100 |
| Recensionsbetyg           |                                                      |
| Publikation               | Betyg                                                |
| Allgame                   | [ 12 ]                                               |
| Electronic Gaming Monthly | 7/8/8.5/10                                           |
| Gamespot                  | (PC) 8,6/10 (PS2) 8.2/10                             |
| Gamespy                   | [ 16 ] [ 17 ]                                        |
| Gametrailers              | 7,9/10                                               |
| IGN                       | 8/10                                                 |
| PC Zone                   | 84/100                                               |
| TeamXbox                  | 7.6/10                                               |

Hitman: Blood Money fick en hel del positiva betyg. Betygshemsidorna GameRankings och Metacritic gav genomsnittsbetygen 82.98% och 82/100 till Xbox 360-versionen, 82.51% och 83/100 till PS2-versionen,, 82.38% och 82/100 till PC-versionen och 81.76% och 81/100 till Xbox-versionen..

## Musik
Musiken till Hitman: Blood Money komponerades av Jesper Kyd och framfördes av Budapest Symphony Orchestra och Hungarian Radio Choir.

### Låtar
1. Apocalypse (4:33)
2. Secret Invasion (5:06)
3. Before the Storm (2:40)
4. 47 Attacks (2:12)
5. Hunter (6:21)
6. Action in Paris (3:10)
7. Amb Zone (3:56)
8. Night Time in New Orleans (3:17)
9. Vegas (6:28)
10. Club Heaven (5:52)
11. Invasion on the Mississippi River (4:15)
12. Rocky Mountains (2:41)
13. Day Light in New Orleans (4:43)
14. Trouble in Vegas (3:35)
15. Funeral (2:47)
16. Main Title (3:05)